# Cao Dai

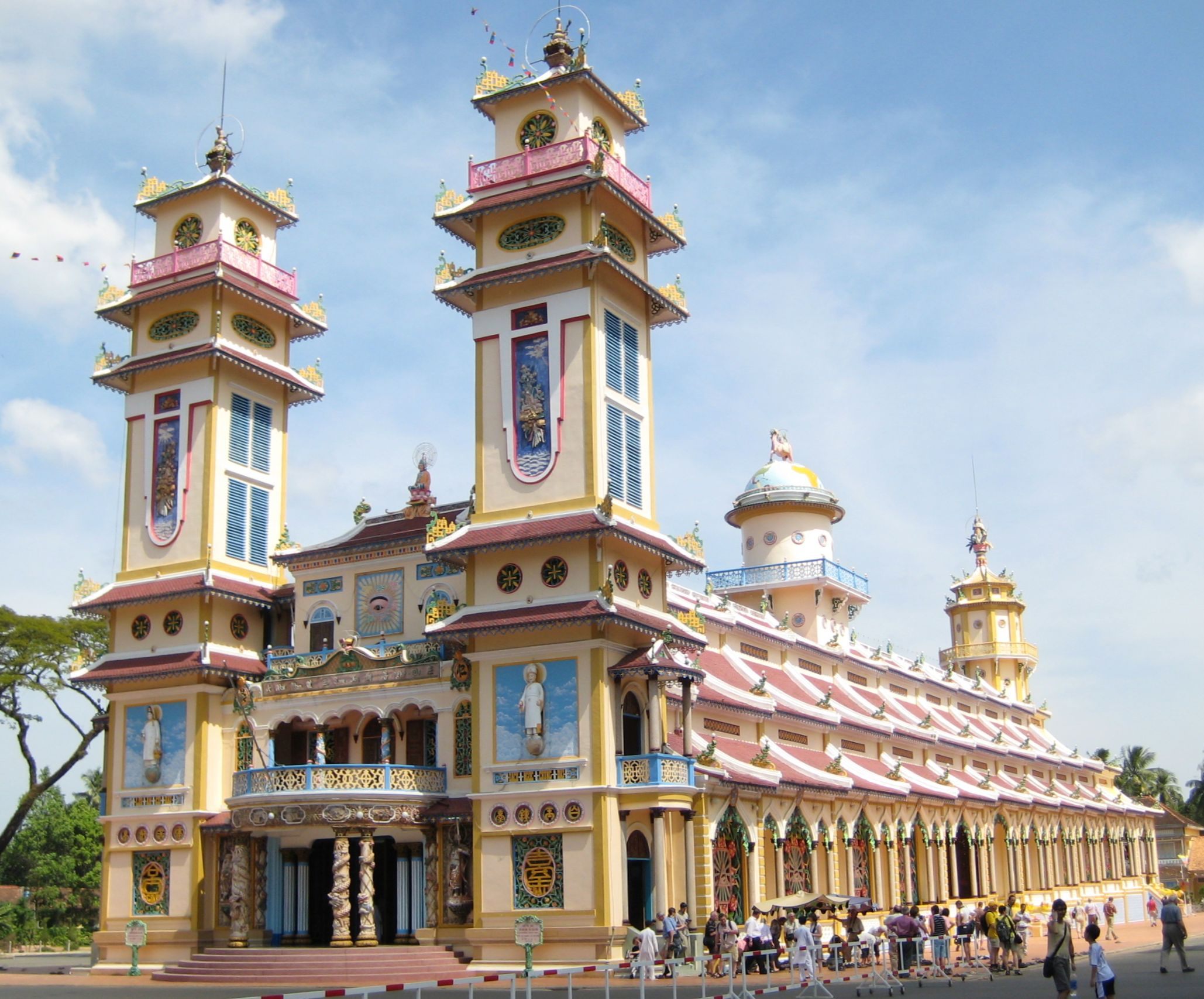
Cao Dai-tempel i Tay Ninh, NV om Ho Chi Minh-staden i Vietnam

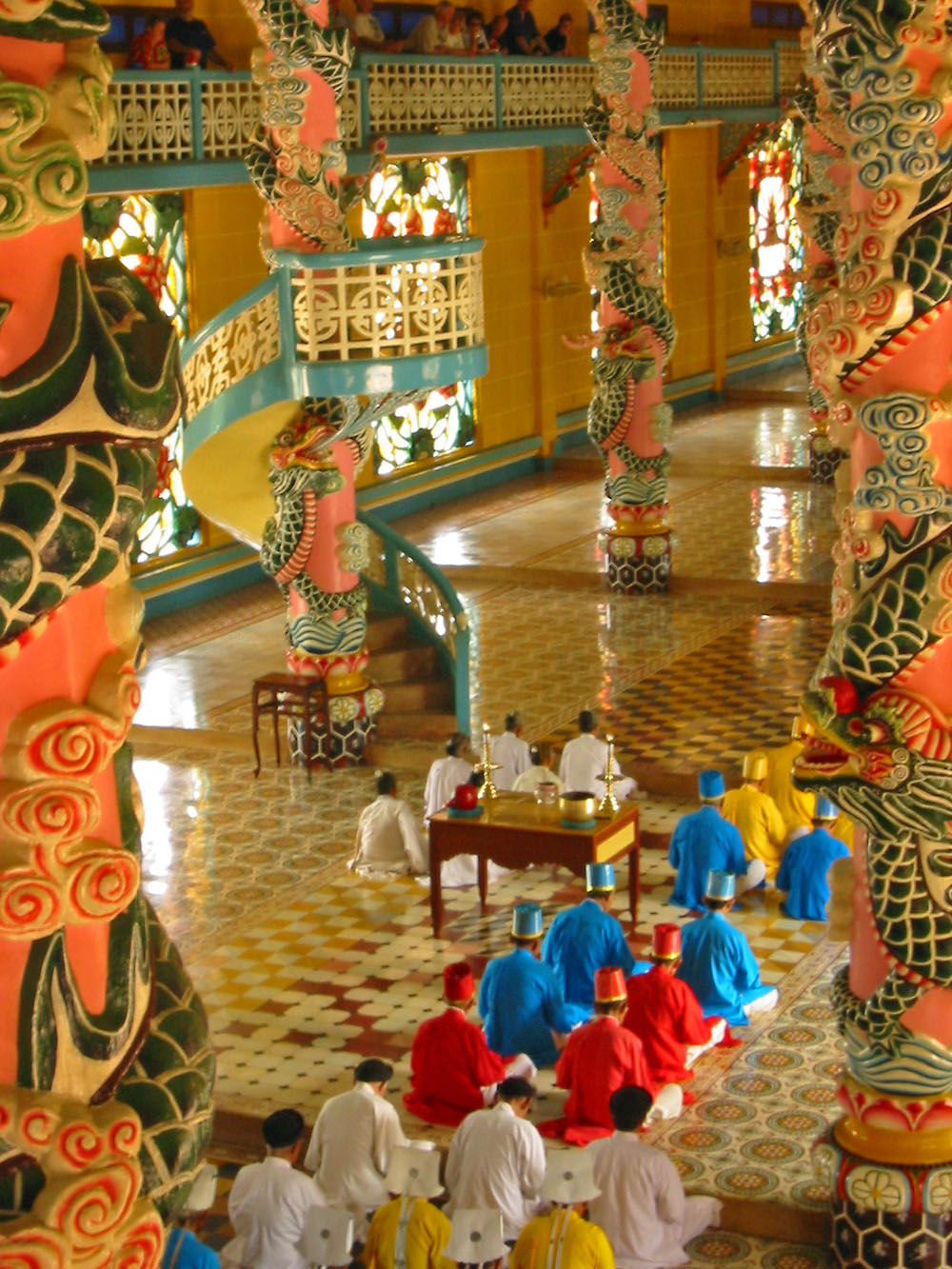
Cao Dai-templet, interiör

Cao Ðài (chữ nho: 高台) är en vietnamesisk religion, grundad på 1920-talet med många element från alla de större religionerna. Åtminstone buddhism, hinduism, daoism, konfucianism, kristendom och islam finns representerade. Dessutom finns ett starkt inslag av spiritism och animism. Religionen är således i högsta grad synkretistisk. 
Namnet kommer från en traditionell vietnamesisk gud. Grundaren Ngô Văn Chiêu (1878-1932) var tjänsteman i den franska kolonialförvaltningen. Cao Ðài fick en snabb spridning och på 1950-talet hade man faktiskt byggt upp en egen militärt rustad stat i staten. Det finns idag drygt 4 miljoner anhängare till denna religion.

## Helgon
Cao Ðài har ett stort antal helgon. Bland dessa finns förutom Brahma, Vishnu, Shiva, Konfucius, Buddha och Jesus även Jeanne d'Arc, Napoleon I, Victor Hugo, Karl Marx, Louis Pasteur, Sun Yat-sen, Winston Churchill och Che Guevara.